# 格里·戴维
格里·戴维（英語：Gerry Davey，1914年9月5日—1977年2月12日），英国男子冰球运动员。他曾代表英国国家队参加1936年和1948年冬季奥林匹克运动会冰球比赛，其中1936年冬季奥运会获得一枚金牌。